# Kolodavitsa
Kolodavitsa (Duits: Kollodowitz) is een plaats in de Estlandse gemeente Setomaa, provincie Võrumaa. De plaats heeft de status van dorp (Estisch: küla) en telt 39 inwoners (2021).
Tot in oktober 2017 lag Kolodavitsa in de gemeente Värska in de provincie Põlvamaa. In die maand werd Värska bij de fusiegemeente Setomaa gevoegd. Daarmee verhuisde de gemeente ook van de provincie Põlvamaa naar de provincie Võrumaa.
Kolodavitsa ligt tegen de grens met Rusland aan. De Piusa is hier de grensrivier.

## Stations
De spoorlijnen Tartu-Petsjory en Valga-Petsjory lopen door Kolodavitsa. Aan beide lijnen had het dorp een station. Het station Veski aan de lijn Valga-Petsjory ging dicht in 2001, toen de lijn gesloten werd voor reizigersverkeer. Sinds 2012 rijden er in de zomermaanden weer treinen over een klein deel van deze lijn, het traject Koidula-Piusa, maar die slaan Veski over. Het station Piiroja aan de lijn Tartu-Petsjory ging dicht in de jaren negentig, toen het traject Orava-Petsjory dichtging voor reizigersverkeer. In de jaren 2008-2011 is de spoorlijn verlegd, zodat de lijn in Koidula aansluit op de lijn Valga-Petsjory. Sindsdien loopt het tracé niet langer langs Piiroja. Heropening is dus niet aan de orde.

## Geschiedenis
Kolodavitsa werd voor het eerst genoemd in 1585 onder de naam Kolodowiecz als nederzetting op het landgoed van Neuhausen (Vastseliina) en na 1841 op dat van Waldeck (Orava). De naam doet Pools aan, maar de achtergrond van de naam is niet bekend. In 1839 werd het dorp gesplitst in Groß- en Klein-Kollodawitz (in het Võro: Suurõ- en Väiko-Kolodavitsa). In 1977 werden de beide dorpen weer samengevoegd.